# Двадесет и осми конгрес на Македонската патриотична организация
Двадесет и осмият конгрес на Македонските политически организации (МПО) се провежда между 4 и 6 септември 1949 година във Форт Уейн, Индиана, САЩ. Гласувана е поредна декларация във връзка с решаването на македонския въпрос и против денационализаторските политики на Гърция и Югославия. Гласувана е резолюция за положението на македонските българи в Пиринска, Вардарска и Егейска Македония. Президент остава Коста Попов, секретар е Любен Димитров, а Методи Чанев е съветник.